# 拉亚纳
拉亚纳（西班牙語：Layana）是西班牙阿拉贡自治区萨拉戈萨省的一个市镇。 总面积4平方公里，总人口137人（2001年），人口密度34人/平方公里。